# Pterygoplichthys weberi
Pterygoplichthys weberi és una espècie de peix de la família dels loricàrids i de l'ordre dels siluriformes.

## Morfologia
- Els mascles poden assolir 19,7 cm de longitud total.[1]

## Hàbitat
És un peix d'aigua dolça i de clima tropical.

## Distribució geogràfica
Es troba a Amèrica: conques dels rius Marañón, Ucayali, Caquetà i Amazones a Colòmbia, l'Equador i el Perú.